# Мостки (Скаржиський повіт)
Мо́стки (пол. Mostki) — село в Польщі, у гміні Сухеднюв Скаржиського повіту Свентокшиського воєводства.
Населення — 460 осіб (2011).
У 1975—1998 роках село належало до Келецького воєводства.

## Демографія
Демографічна структура на день 31 березня 2011 року:
|          | Загалом | Допрацездатний вік | Працездатний вік | Постпрацездатний вік |
| -------- | ------- | ------------------ | ---------------- | -------------------- |
| Чоловіки | 217     | 36                 | 150              | 31                   |
| Жінки    | 243     | 37                 | 125              | 81                   |
| Разом    | 460     | 73                 | 275              | 112                  |